# Френско-руски съюз
Френско-руският съюз е военнополитически съюз между Третата френска република и Руската империя, който поляга в основата на създаването на Антантата.
Просъществува в годините 1891 – 1917, като в основата му заляга визията на Александър Горчаков за съхраняването на „баланса на силите“ след Берлинския конгрес, в смисъл на руското желание да се възпрепятства прекаленото засилване на германското влияние върху европейските дела и обратното – за засилване ролята на Франция на континента. В известен смисъл е в противовес на създадения Троен съюз, след като Русия по свой почин и следвайки външната политика, проповядвана от Александър Горчаков, излиза от съюза на тримата императори.
Френско-руският съюз се оформя въз основа на две отделни споразумения, сключени по време на царстването на Николай II в Русия – първо политическо споразумение, последвано от военна конвенция.

## Предистория
От времето на Наполеоновите войни с Виенския конгрес, до развръзката с френско-пруската война, следреволюционна и републикански настроена Франция е основен външнополитически съперник на Руската империя. След края на кримската война, Русия изпада в международна изолация, губейки на практика всички предходни външнополитически позиции. Единствено Прусия в лицето на Ото фон Бисмарк остава относително лоялна към имперската ѝ политика. При това положение, Русия залага на Прусия срещу Австрия в процеса на обединението на Германия, както и срещу Франция в съперничеството им за и в Европа.

## Развитие
Дипломатическото начало за оформянето на съюза слага Николай Гирс, встъпвайки в преговори с френското правителство начело със Сади Карно. Изумителният за Европа съюз между авторитарно-консервативната монархия и демократично-либералната република е оформен със сключването на първото съглашение в 1891 г., последвано от секретна военна конвенция от 18 август 1892 г. Страните се съгласяват да си окажат взаимопомощ в случай на нападение на някоя от страните от страна на Германия или Австро-Унгария над Русия или Италия и Германия над Франция. През 1896 г. Николай II посещава Париж. През 1912 г. е сключена и руско-френска военноморска конвенция.

## Демонстрации и измерения
На 11 (23 юли нов стил) юли  1891 г. в Кронщат пристига френска военна ескадра. Император Александър III лично я приветства, като по време на официалния обяд в чест на френската делегация в Петерхоф безпрецедентно изслушва със свален калпак френския революционен химн – „Марсилезата“, което произвежда невероятно впечатление и сюрпризира, най-вече в исторически план, руското обществено мнение и публиката.
След френския разгром от прусаците, Франция през 80-те години на 19 век започва да гледа на Русия като на евентуален спасител, понеже повторението на разгрома неминуемо би довело до изчезването на Франция от концерта на великите сили. В отговор на любезния и приятелски руски прием, в Тулон гостува руска ескадра под командването на адмирал Фьодор Авелан, последвано от първото и историческо посещение на Александър III във Франция, по време на което в чест на всеруския самодържец и император по Шанз-Елизе е проведен грандиозен военен парад. Също така, отново в знак на уважение към царя, е започнато изграждането на мост над Сена, кръстен на негово име. Въпреки всичко, по време на управлението на Александър III демонстрираното френско-руско приятелство не е официализирано.